# Heliophyllum
Heliophyllum is een geslacht van uitgestorven hoornkoralen, dat leefde tijdens het Devoon.

## Beschrijving
Dit solitaire koraal was een kolonievormend organisme met wijdvertakte of dicht opeenstaande thecae (enkelvoud theca: het buisachtige kalkskelet van een individu). De ondiepe calyx had lange septa (dunne scheidingswanden in het kalkskelet of -schaal) die elkaar soms in het centrum ontmoeten. De talrijke kleine en mooi afgeronde dissepimenten (steunplaatjes ter versteviging van de skeletbouw) beperkten zich tot de randzone. Het centrale gedeelte bevatte vlakke tot licht gewelfde horizontale platen (tabulae). De dunne buitenwand was bezet met fijne groeiribbels. Het geslacht leefde in ondiep water. De normale calyxdiameter bedroeg ongeveer twee centimeter.